# Дело Дрейфуса
Де́ло Дре́йфуса — судебный процесс в декабре 1894 года во Франции и последовавший за ним социальный конфликт (1896—1906) по делу о шпионаже в пользу Германской империи офицера французского генерального штаба, еврея родом из Эльзаса (на тот момент территории Германии) капитана Альфреда Дрейфуса (1859—1935), разжалованного военным судом и приговорённого к пожизненной ссылке при помощи фальшивых документов и на волне сильных антисемитских настроений в обществе. Дело получило большой общественный резонанс и сыграло значительную роль в истории Франции и Европы конца XIX — начала XX веков.

## История

### Тайное сотрудничество 1894 года
20 июля 1894 года майор французской армии Мари Шарль Фердинанд Вальсен Эстерхази прибыл в кабинет германского военного атташе в Париже подполковника Максимилиана фон Шварцкоппена под предлогом получения визы.
Ссылаясь на острую нужду в деньгах, Эстерхази предложил фон Шварцкоппену подробные сведения о французском мобилизационном плане — плане XIII. Если проверка предоставленной им информации закончится успешно, он будет готов, начиная с 15 августа, негласно передавать немцам сведения, например, план передислокации французской артиллерии, описание пушки калибра 120 мм образца 1890 года, проект справочника по полевой артиллерии и сведения о намерении начать военную кампанию на Мадагаскаре.
Краткая биография:
Мари Шарль Фердинанд Вальсен Эстерхази (Charles Marie Ferdinand Walsin Esterhazy) родился в 1847 году в семье венгерских аристократов. Сделав карьеру пехотного офицера, в 1879 году откомандирован в разведку, где знакомится с Морисом Вейлем и Жозефом Анри. Возвращается в пехоту. 1882 год — повышен по службе и назначен командиром 74-го пехотного полка.
Сделал несколько курьёзных заявлений, таких как перл, брошенный корреспонденту «Тан» в Лондоне: «Между шпионажем и контрразведкой расстояние не толще папиросной бумаги».
Умер в 1923 году за границей.
Пехотный офицер, числившийся в разведслужбе. Так, в частности, он поддерживал хорошие отношения с капитаном Ипполитом-Соломоном-Морисом Вейлем и с майором Жозефом Анри, с которыми он познакомился, когда все трое работали в рядах французской разведывательной службы.
Тайное сотрудничество: продолжение.
Зная об Эстерхази, подполковник Шварцкоппен вынужден быть осторожным и осмотрительным. Все дело в том, что его предшественник фон Гуене был в 1890 году объявлен персоной нон грата и выслан из Франции за связь с завербованным им архивариусом Бутонне, служившим в Отделе артиллерийской техники. Однако он принял предложение Эстерхази.
Подполковник Шварцкоппен был любимцем женщин, при всём том не брезговал и связью с мужчинами; он был любовником своего итальянского коллеги, Алессандра Паницарди. Находясь в плотской связи, эти два офицера разведки приняли решение обмениваться добытой информацией.

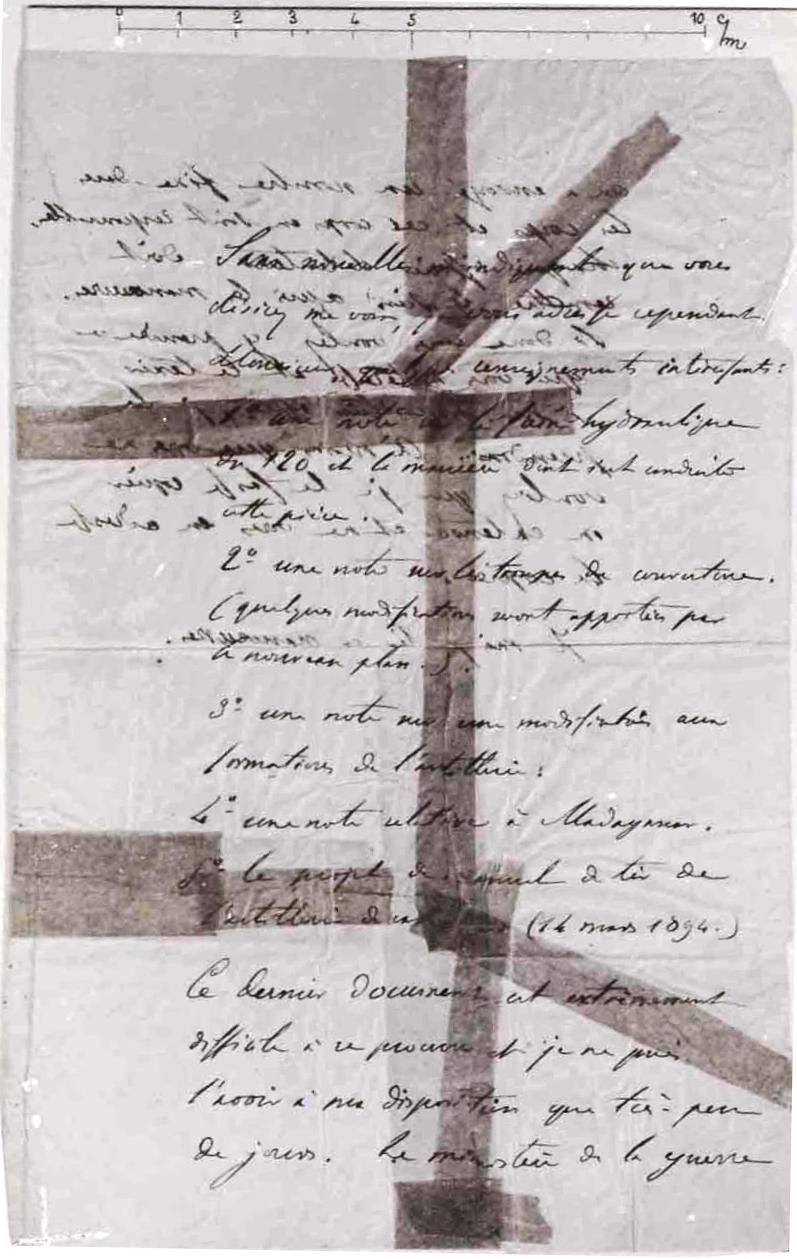
Бордеро. Письмо, на основании которого обвинили Дрейфуса

Французская спецслужба — Отдел статистики и военной разведки — с помощью своего агента Марии Бастиан («Августа»), работавшей приходящей домработницей посольства Германии, получает сведения о предателе. Убирая у Шварцкоппена, «Августа» находит в мусорной корзине письмо без подписи, где уточняются сведения об «изделии», которое собираются изготавливать в Германии. Этот документ делается объектом скрупулёзного исследования, в результате которого был составлен список из двенадцати подозрительных офицеров. После сравнительного анализа почерков подозрения в авторстве анонимного письма пали на капитана французской артиллерии Альфреда Дрейфуса.
В ситуации нараставшей шпиономании и злобного антисемитизма, которая царила в военной среде Франции, еврей Дрейфус оказался козлом отпущения
. Тем более что военный министр, генерал Огюст Мерсье, которого многократно критиковали за правые взгляды и который был прозван «министром-которого-никогда-не-застать-на-месте», получил повод показать, что он способен карать и наказывать.
15 октября 1894 года Дрейфус был арестован, ему предъявили обвинение в сговоре с врагом. Через пятнадцать дней газета антисемитского толка «Либр Пароль» триумфально объявляет его «изменником».
Министр иностранных дел Ганото не верил этому бордеро и был против возбуждения дела, но не решился настаивать на своём и впоследствии играл двусмысленную роль человека, убеждённого в невиновности, но не заявлявшего о том публично и поддержавшего министерства, враждебные Дрейфусу. Военный министр Мерсье, побуждаемый начальником Второго бюро полковником Сандером, майором Анри и военным следователем майором дю Пати де Кламом, решительно высказался за предание Дрейфуса военному суду.
Суд происходил в Париже в декабре 1894 года, при закрытых дверях. На виновности Дрейфуса решительно настаивали начальник генерального штаба генерал Буадефр, его помощник генерал Гонз, Пати де Клам, Анри и другие. Единственный военный заседатель, который счел доказательства измены Дрейфуса недостаточными и малодостоверными, — Мартен Фрейштаттер оказался в меньшинстве, остальные шестеро и профессиональные судьи признали Дрейфуса виновным.
Смертная казнь миновала Дрейфуса только потому, что её исключили из наказаний за политические преступления. Дрейфус был приговорён за шпионаж и государственную измену к разжалованию и пожизненной ссылке в Кайенну. В январе 1895 года он прошёл через процедуру разжалования в чине во дворе Военной школы на глазах многочисленной публики и был препровождён на Чёртов остров.

### Приговор оспорен. Выступление полковника Пикара
Пока Дрейфус почти буквально гниет на крошечном каменном тропическом острове Дьявола, прикованный к своей кровати цепью, Эстерхази продолжает работать на Шварцкоппена. Однако, к нему всё-таки возникает недоверие у немцев: «изделия», о которых говорится в письмах Эстерхази, на первых порах заинтересовали, а далее показались немыслимыми и даже подозрительными. Поэтому в душе военного атташе Германии начинает закрадываться сомнение: ‘’Не исполняет ли агент разведки Эстерхази задание по дезинформации?’’.
Для того, чтобы разрешить это сомнение, Шварцкоппен делает вид, словно не отдает себе отчета в том, что черновики его корреспонденции перехватывают, и оставляет в корзине для мусора клочок, который позднее назовут письмом, посланным пневматической почтой: документ, на котором указаны имя и адрес майора Эстерхази. Немецкий военный атташе рассуждал следующим образом: если Эстерхази на самом деле предатель, то французская разведка сразу же арестует его, и в том не будет большой беды, потому что качество его сведений стало почти равным нулю. Если же Эстерхази двойной агент французской разведки, можно ручаться, что он будет продолжать упрямо искать контакты с германским посольством.
Документ из корзины действительно попал в руки разведчиков из Отдела статистики и военной разведки.
В это время там сменился руководитель — в июле 1895 года полковник Сандер из-за болезни уступает свое место подполковнику Мари-Жоржу Пикару, который, как и он (и кроме того, как Дрейфус), родом из Эльзаса.
Пикар начинает расследование с нуля. В итоге, этот опытный разведчик, для которого вина Дрейфуса казалась несомненной, до глубины души был потрясен тем, какую роль в этой истории сыграл Эстерхази. Роль, которую в штабе признавать отказываются, поскольку это равносильно выражению недоверия генералу Мерсье.
В том же 1896 году новый начальник разведывательного бюро, полковник Жорж Пикар, указал генералу Гонзу на практически абсолютное совпадение почерка бордеро с почерком другого офицера, майора Эстерхази, ведшего к тому же очень широкий образ жизни. Подполковник Пикар с этого момента находится в центре внимания, тем более что, не предупредив свое начальство заблаговременно, он предпочел отстаивать невиновность Дрейфуса в суде.
Тогда и он становится подозреваемым, а его заместитель майор Анри был приставлен следить за ним.
Франция разделилась на два лагеря, а Пикара принуждают уйти из армии, однако он и далее продолжает выступать в защиту Дрейфуса и обвиняет настоящего предателя Эстерхази. Вскоре Пикара арестовали по обвинению в нелегальной передаче документов и отправили в знаменитую парижскую тюрьму Санте.

### Выступление Эмиля Золя

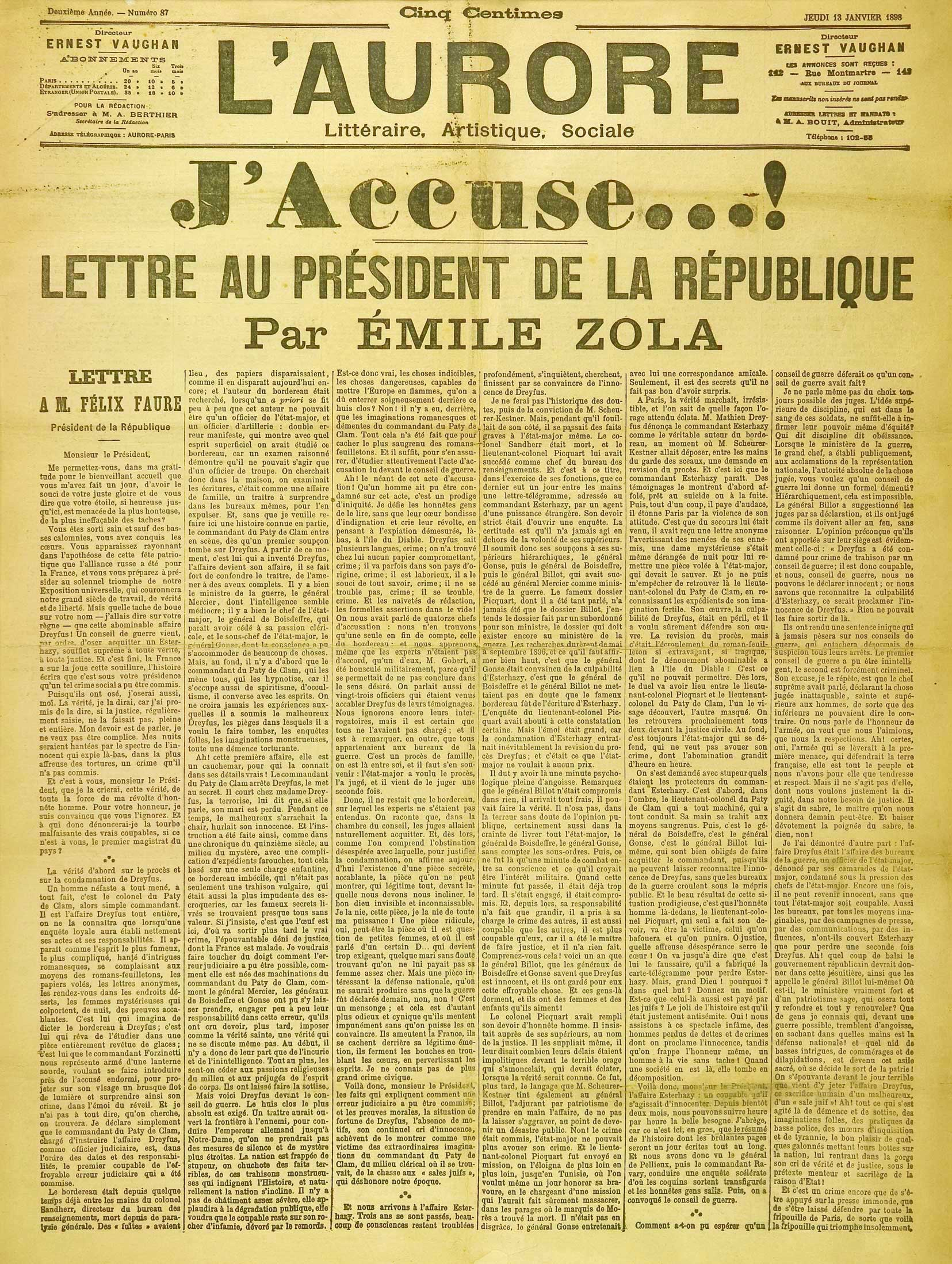
Открытое письмо Золя «Я обвиняю»

В ноябре 1897 года брат Альфреда Дрейфуса, Матье Дрейфус, заявил формальное обвинение против майора Эстерхази как автора бордеро. 11 января 1898 года Эстерхази был оправдан военным судом. Причём было сделано всё возможное, чтобы добиться этого оправдания; у подсудимого не было даже произведено обыска, и военные власти прямо давили на суд в желательном для них направлении.
После того, как французский писатель и журналист Эмиль Золя напечатал в одном из номеров «Авроры» свою знаменитую статью «Я обвиняю», начинается бурная полемика между «антидрейфусарами», поддерживающими интересы армии, и «дрейфусарами», для которых превыше всего интересы правосудия.

### Раскол общества

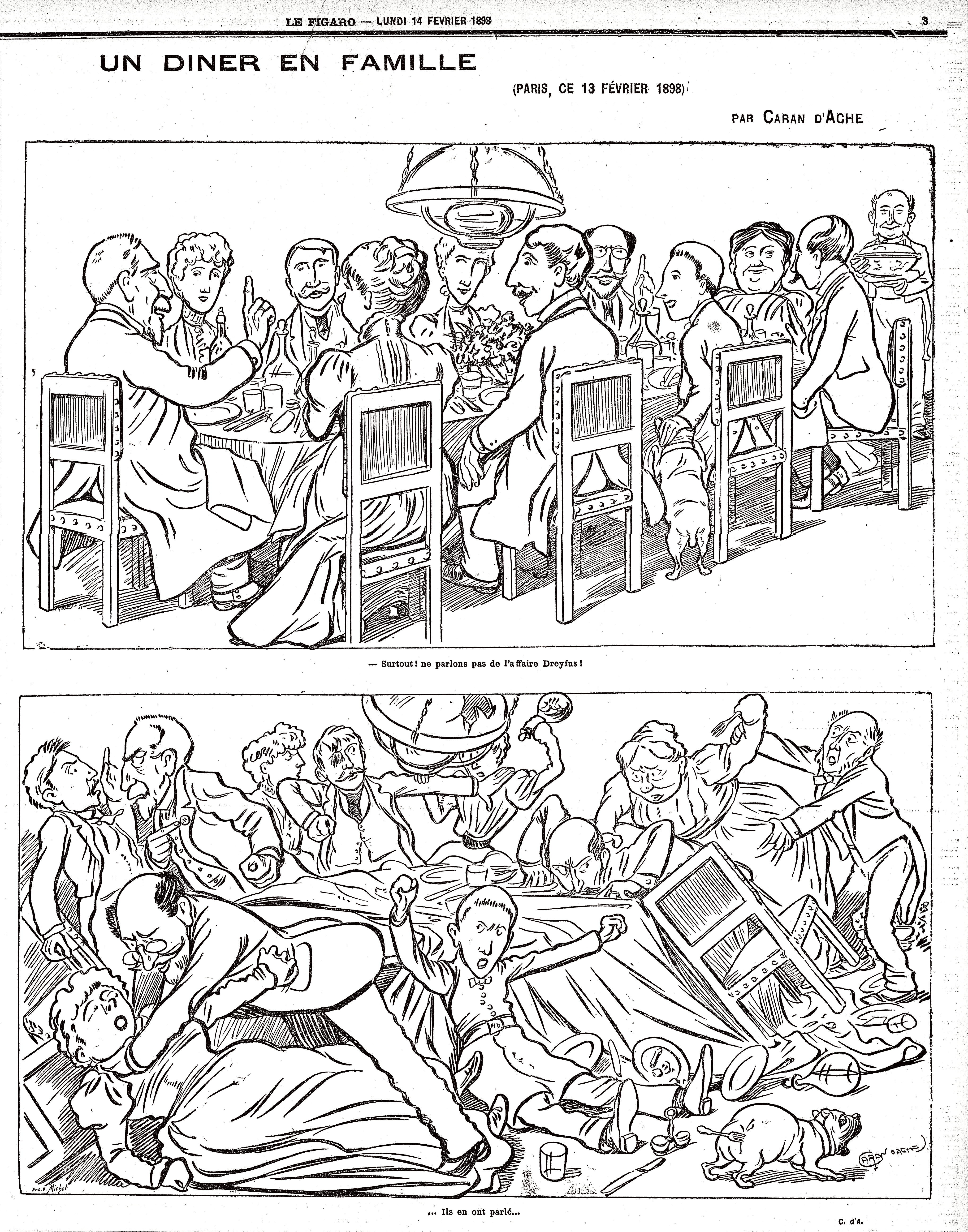
Карикатура Каран д'Аша «Семейный ужин», 14 февраля 1898 года. Вверху: «И главное, давайте не говорить о деле Дрейфуса!» Внизу: «Они о нём поговорили…»

На стороне обвинения оказывается всё военное сословие Франции, в том числе военные министры, весь генеральный штаб, далее, клерикалы, националисты и особенно антисемиты. Радикалы и социалисты в подавляющем большинстве становятся на сторону Дрейфуса, но не все. Рошфор, у которого всегда чувствовался оттенок антисемитизма, высказывается решительно против Дрейфуса, вступает в близкие отношения с его врагами, подчиняется их влиянию и наконец решительно переходит в лагерь националистов-антисемитов, в котором встречается со своим недавним (в процессе 1889 года) прокурором, умеренным республиканцем Кене де Борепэром. Вся Франция делится на дрейфусаров и антидрейфусаров, между которыми ведётся ожесточённая борьба. Среди первых были такие разные по своим взглядам известные люди, как писатели Эдмон Гонкур, Эдмон Ростан, Анатоль Франс, Марсель Пруст, художники Клод Моне, Камиль Писсарро, Поль Синьяк, актриса Сара Бернар, а среди вторых — писатели Жюль Верн, Морис Баррес, Леон Доде, художники Эдгар Дега, Поль Сезанн, Анри Матисс.
Немаловажным фактором в выборе позиции являлась национальность Дрейфуса, — несмотря на то, что Франция была европейской страной, официально признавшей равноправие евреев более 100 лет назад, в ней были сильны антисемитские настроения, усилившиеся среди провинциалов и обывателей на фоне Долгой депрессии. По воспоминаниям идеолога сионизма Теодора Герцля, присутствуя на гражданской казни Дрейфуса в качестве корреспондента австрийской газеты и услышав, как толпа скандирует: «Смерть евреям!», именно тогда он всерьёз задумался об идее переселения евреев в Палестину.
Политические партии под влиянием этого дела в 1898—1899 годах перетасовываются заново. Различие во взглядах на дело Дрейфуса разводит вчерашних друзей и единомышленников, вносит раздор в семьи. Для одних Дрейфус — изменник, враг Франции, а его сторонники — евреи, иностранцы и люди, продавшиеся евреям, чтобы очернить честь французской армии; утверждать, что французский офицер (Фердинанд Эстерхази) занимался таким грязным делом, как шпионаж, значит клеветать на французское офицерство. Для других Дрейфус — отчасти случайная жертва, на которую пало подозрение только потому, что он еврей и человек нелюбимый, отчасти — жертва злобы людей, действовавших сознательно, чтобы выгородить Эстерхази и других. В общем, разделение было похоже на то, которое за 10 лет перед тем было между буланжистами и антибуланжистами, причём в большинстве буланжисты оказались антидрейфусарами, и наоборот. Своеобразную позицию занял социал-демократ Жюль Гед. По его мнению, дело Дрейфуса — внутреннее дело буржуазии; пусть она в нём и разбирается, а рабочих оно не касается. Поддержанный из-за границы В. Либкнехтом, Гед по этому вопросу нашёл мало сочувствия в рядах собственной партии; напротив, Жан Жорес, выступивший решительным борцом за Дрейфуса, создал себе этим славу и значительно усилил позиции социалистов.
Известный писатель Ромен Роллан предпочёл быть над схваткой, отметив, что «ещё не успев получить никаких доказательств, с уверенностью и раздражением подняли крик о невиновности своего соплеменника, о низости главного штаба и властей, осудивших Дрейфуса. Будь они даже сто раз правы (а довольно было одного раза, лишь бы это имело разумное обоснование!), они могли вызвать отвращение к правому делу самим неистовством, которое в него привносилось». Жюль Верн первоначально оказался в числе антидрейфусаров (его сын, напротив, был ярым защитником Дрейфуса).
Сходным образом высказался и Л. Н. Толстой: «…Событию этому, подобные которым повторяются беспрестанно, не обращая ничьего внимания и не могущим быть интересными не только всему миру, но даже французским военным, был придан прессой несколько выдающийся интерес», — писал он. И несколькими строчками ниже заключал: «…Только после нескольких лет люди стали опоминаться от внушения и понимать, что они никак не могли знать, виновен или невиновен, и что у каждого есть тысячи дел, гораздо более близких и интересных, чем дело Дрейфуса". Вместе с тем, другой русский писатель, А. П. Чехов, являлся активным дрейфусаром, что послужило одной из причин его разрыва с А. С. Сувориным, газета которого «Новое время», заняла явно антидрейфусарскую позицию. Так, в письме А. А. Хотянцевой от 02.02.1898. А. П. Чехов пишет: «Вы спрашиваете меня, всё ли я ещё думаю, что Золя прав. А я вас спрашиваю: неужели Вы обо мне такого дурного мнения, что могли усомниться хоть на минуту, что я не на стороне Золя?»

### Фальшивка против Дрейфуса. Признание и самоубийство Анри
В самый день появления письма Золя в палате депутатов по этому поводу был сделан запрос; правительство Мелена ответило обещанием предать Золя суду и получило выражение доверия значительным большинством голосов. В феврале 1898 года и потом, после кассации приговора (по формальным причинам), вторично, в июле 1898 года, дело по обвинению Золя в клевете разбиралось в суде присяжных; Золя был признан виновным и приговорён к 1 году тюрьмы и 3000 франков штрафа; он успел бежать в Англию. На разбирательстве дела Золя генерал Пелье представил новое доказательство виновности Дрейфуса, именно, перехваченное письмо Шварцкоппена к итальянскому военному агенту Паницарди, в котором говорилось об «этом еврее» (названа только первая буква Д.). В двух других также перехваченных письмах говорилось об «этой каналье Дрейфусе». На эти письма сослался как на «абсолютное доказательство виновности Дрейфуса» Кавеньяк, военный министр в кабинете Бриссона, в речи, произнесённой им в палате депутатов 7 июля 1898 года, в ответ на интерпелляцию.
Речь Кавеньяка произвела сильнейшее впечатление; по предложению социалиста Мирмана, принятому подавляющим большинством голосов, она была расклеена во всех коммунах Франции. Общественное мнение явно и, казалось, бесповоротно склонилось на сторону осуждения Дрейфуса. Между тем, подложность документов была ясна уже из того, что их составитель, считая Шварцкоппена немцем, специально сделал несколько грубых ошибок против правил французского языка, тогда как Шварцкоппен, будучи уроженцем Эльзаса, прекрасно владел французским языком.
Полковник Жорж Пикар высказал публично, что этот документ (известный под именем faux Henry) подделан Анри; за это Пикар был арестован. Через несколько недель у самого Кавеньяка возникло сомнение: он допросил Анри (30 августа) и принудил его сознаться в подлоге. Анри был арестован и в тюрьме лишил себя жизни 31 августа. Виновность Дрейфуса ставилась этим под сильное сомнение; однако, вся военная партия, все антисемиты решительно настаивали на своём, утверждая, что Анри совершил подлог лишь для того, чтобы прекратить позорящую честь французской армии агитацию. На этой почве стоял и Кавеньяк. Под влиянием общественного настроения оказался возможным даже сбор денег на памятник на могиле Анри.
Бриссон, до тех пор веривший в виновность Дрейфуса, высказался за пересмотр дела. Кавеньяк вышел в отставку; занявший его место генерал Эмиль Цурлинден тоже заявил о несогласии с пересмотром дела и был вынужден выйти в отставку. 26 сентября правительство единогласно высказалось за допущение пересмотра дела Дрейфуса, причём за это решение высказался и третий военный министр в том же кабинете, генерал Шарль Шануан. Но 25 октября в палате депутатов он неожиданно для своих товарищей по кабинету высказал убеждение в виновности Дрейфуса и заявил о своём выходе в отставку, вопреки всем обычаям не предупредив об этом премьера. Это был сильный удар по кабинету, приведший к его отставке. Новый кабинет был сформирован Шарлем Дюпюи, с Шарлем Фрейсине на посту военного министра.
Новым фактом явился отъезд Эстерхази за границу и его заявление, что автор бордеро — именно он; этому заявлению антидрейфусары не желали верить, уверяя, что сделано оно за деньги. Уголовная палата кассационного суда признала доказанную подложность одного документа достаточным «новым фактом» для пересмотра приговора, вошедшего в законную силу.

### Кассационный суд 1899 года и Реннский процесс. Дрейфус помилован

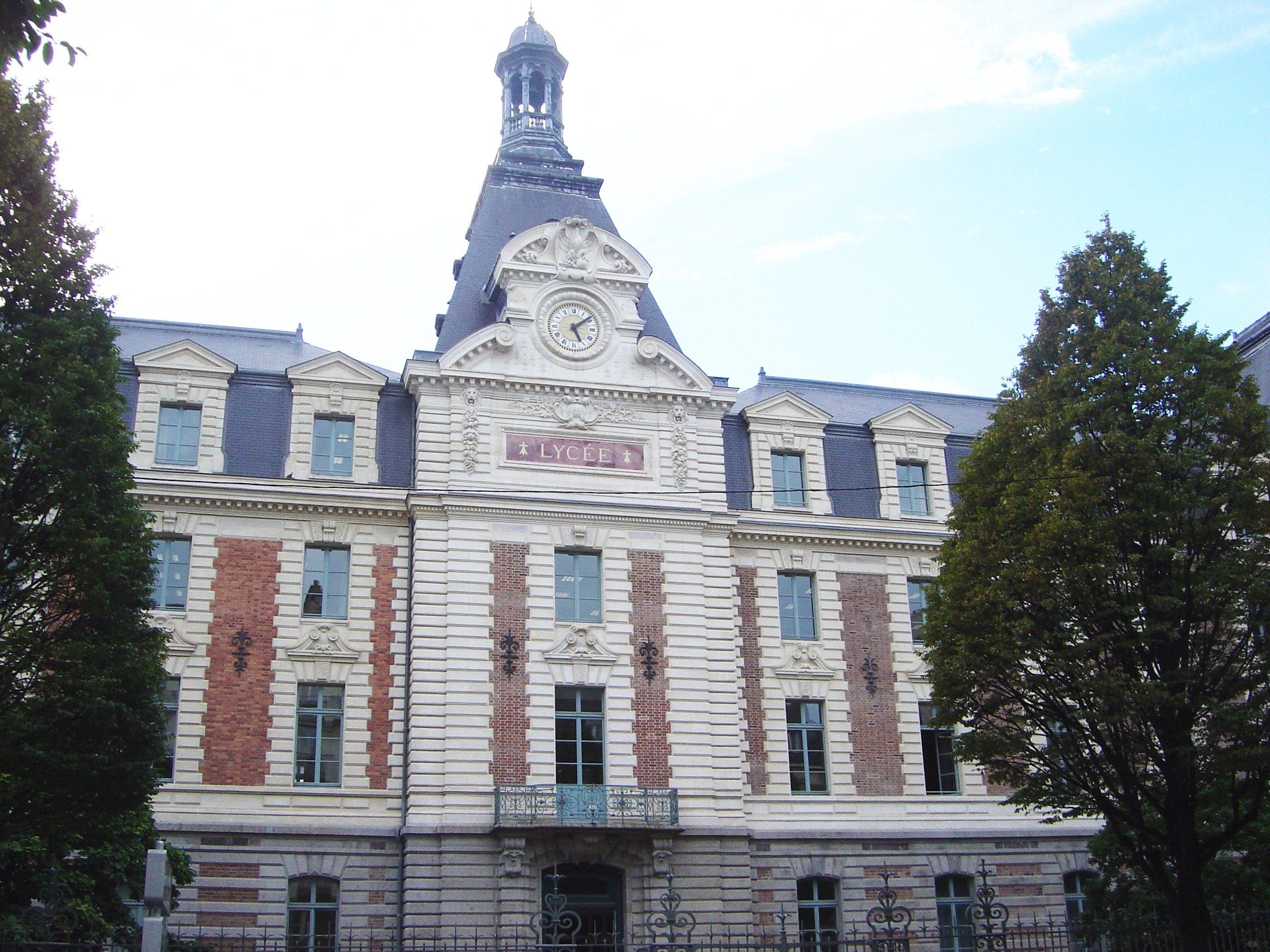
Здание лицея в Ренне (ныне лицей Эмиля Золя), где разбиралось дело Дрейфуса

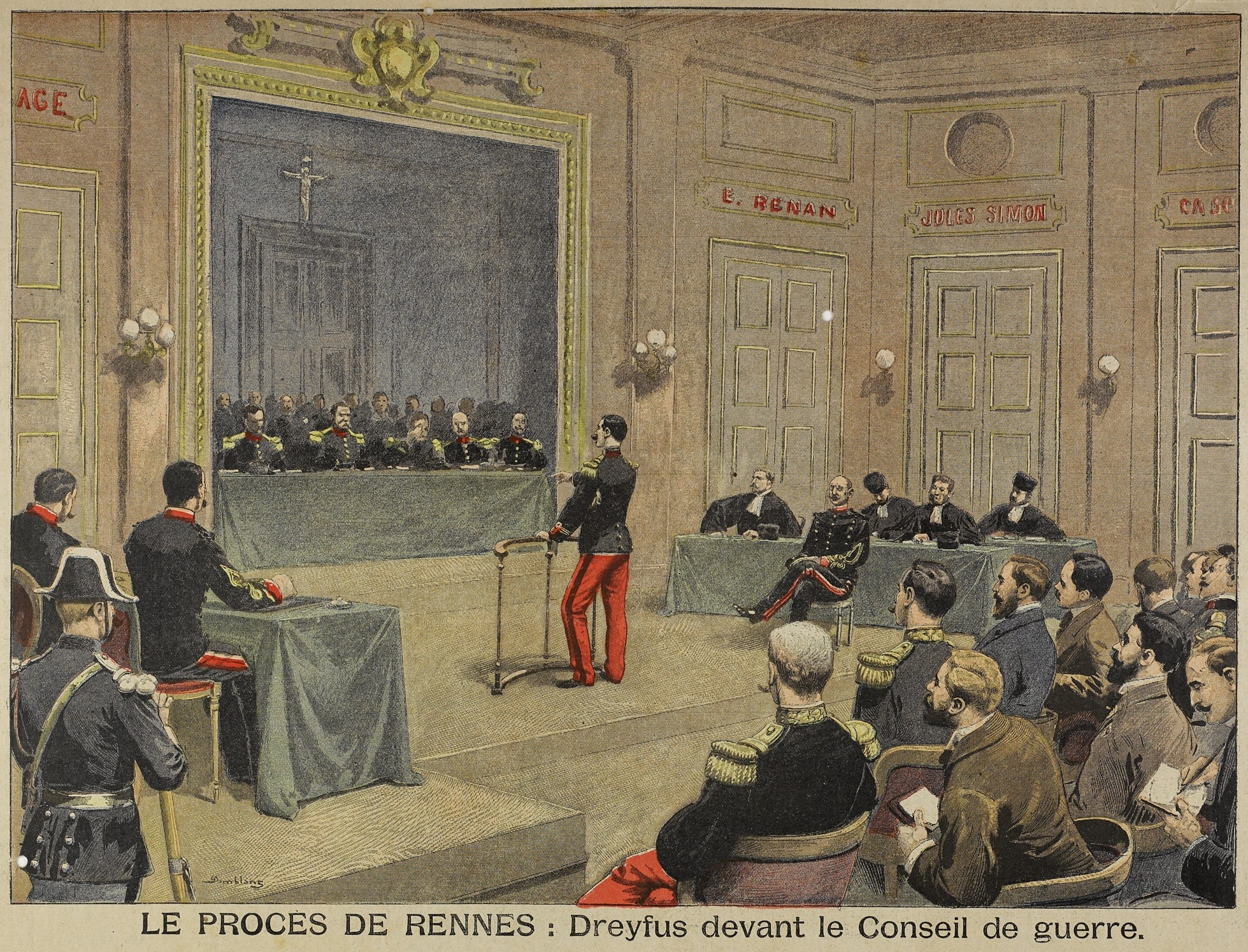
Заседания суда в Ренне

При рассмотрении дела в кассационном суде выяснилось, что в деле Дрейфуса имеется не один, а множество подложных документов, и что первый обвинительный приговор был вынесен на основании данных, сообщённых судьям в их совещательной комнате и не предъявленных ни обвиняемому, ни его защитнику. Резолюция кассационного суда почти предрешала оправдание. Вторичный разбор дела военным судом происходил осенью 1899 года в Ренне. Общественное возбуждение и напряжение страстей достигли крайних пределов; во время процесса даже было совершено покушение на жизнь защитника Дрейфуса, Фернана Лабори, который отделался лёгкой раной; виновники скрылись. Свидетелями обвинения выступили, между прочим, пять бывших военных министров (Мерсье, Бильо, Кавеньяк, Цурлинден и Шануан), генералы Буадефр, Гонз, которые, не приводя доказательств, настаивали на виновности Дрейфуса. Защита настаивала на вызове Шварцкоппена и Паницарди, но в этом ей было отказано. Шварцкоппен сделал заявление через печать, что документы им получены от Эстерхази, а германское правительство напечатало в «Reichsanzeiger» официальное заявление, что с Дрейфусом оно никогда не имело дела. Процесс тянулся с 7 августа по 9 сентября 1899 года. Большинством 5 против 2 голосов судей Дрейфус был вновь признан виновным, но при смягчающих вину обстоятельствах, и приговорён к 10 годам заключения. Приговор этот произвёл на сторонников Дрейфуса тягостное впечатление; указывалось на то, что если Дрейфус виновен, то ничто вины его не смягчает, и следовательно, приговор свидетельствует о неискренности судей, которые хотели угодить военному сословию и в то же время смягчающими обстоятельствами примириться со своей совестью. Президент Эмиль Лубе по предложению правительства (Вальдека-Руссо) помиловал Дрейфуса, который помилование принял, чем возбудил против себя многих из своих сторонников, в том числе своего адвоката Лабори. Сторонники Дрейфуса хотели продолжать борьбу, настаивая на предании суду Мерсье и других лиц, но правительство Вальдека-Руссо, чтобы покончить с делом навсегда, внесло проект общей амнистии для преступлений, совершённых в связи или по поводу дела Дрейфуса; проект был принят обеими палатами (декабрь 1900 года). Под амнистию сам Дрейфус, однако, не подошёл, так как его дело было рассмотрено судом; право требовать пересмотра за ним таким образом осталось (помилование этому не препятствует). После этого в деле Дрейфуса наступило временное затишье.

### Окончательный пересмотр. Дрейфус оправдан
В апреле 1903 года Жан Жорес прочитал в палате депутатов попавшее ему в руки письмо генерала Пелье к Кавеньяку, написанное 31 августа 1898 года, то есть после самоубийства Анри, в котором Пелье говорил о бесчестных обманах в деле Дрейфуса. С этого началась новая кампания. Бриссон резко заявил о недобросовестном поведении во всей этой истории Кавеньяка, который утаил от него, премьера, это письмо Пелье, как он утаивал многое другое и в том числе свои сомнения в подлинности письма Шварцкоппена, возникшие у него, как это теперь известно, не позже 14 августа 1898 года, тогда как допрос Анри произведён только 30 августа. В 1903 году военный министр в кабинете Комба, генерал Андре, ознакомился с делом Дрейфуса и склонился к мнению о необходимости его пересмотра. В ноябре 1903 года Дрейфус подал новую кассационную жалобу, и дело перешло на новое рассмотрение кассационного суда. В марте 1904 года кассационный суд постановил произвести дополнительное следствие, и 12 июля 1906 года новый процесс признал Дрейфуса полностью невиновным; все обвинения с него были сняты, и он был восстановлен в армии и в 1918 году награждён орденом Почётного легиона.

В конце концов защитники Дрейфуса… добились полной реабилитации безвинно оклеветанного капитана. И вот в эту-то минуту к новому военному министру — генералу Андрэ, ставленнику дрейфусаров, явился в полной парадной форме русский военный агент Муравьёв и заявил, что начавшиеся уже в армии репрессии против антидрейфусаров могут повлиять на дружественные отношения к Франции русской царской армии.
Коротка была беседа Муравьёва с генералом Андрэ, но ещё короче была и развязка: по требованию собственного посла князя Урусова Муравьёв был принуждён в тот же вечер навсегда покинуть свой пост и сломать свою служебную карьеру.

Не следовало, конечно, вмешиваться в чужие дела, но нельзя было, однако, не интересоваться политической физиономией каждого военного министра. — Игнатьев А. А. Пятьдесят лет в строю. Книга III, глава 8. — М.: Воениздат, 1986. — С. 359. — ISBN 5-203-00055-7.

## Дело Дрейфуса в культуре
Дело Дрейфуса отображено в романе Луи Арагона «Пассажиры империала» (фр. Les Voyageurs de l’Impériale).
События дела Дрейфуса послужили основаниям фильма Романа Полански «Офицер и шпион» (фр. J'accuse, «Я обвиняю», 2019).
Дело Дрейфуса — одна из обсуждаемых тем цикла Марселя Пруста «В поисках утраченного времени», причина разделения завсегдатаев светских салонов на два лагеря.
Делу Дрейфуса посвящена самая объемная часть романа Анатоля Франса «Остров Пингвинов» (фр. L'île des Pingouins) — Книга 6-я. Новое время. Дело о восьмидесяти тысячах копен сена (11 глав). 
Делу Дрейфуса посвящен эпизод в романе Умберто Эко «Пражское Кладбище» (итал. Il cimitero di Praga)
О деле Дрейфуса подробно написала советская писательница А. Я. Бруштейн в своей автобиографической трилогии «Дорога уходит в даль…»